# Ацетонциангидрин
Ацетонциангидри́н — органическое вещество, простейший циангидрин. Широко используется в химической промышленности для получения метилметакрилата — сырья (мономера) для получения полиметилметакрилата («органического стекла»).

## Физические свойства
Представляет собой бесцветную жидкость без запаха (концентрированные растворы имеют запах горького миндаля), легко растворимую в воде, этаноле, диэтиловом эфире и других полярных органических растворителях, плохо в бензоле, сероуглероде и в неполярных растворителях. В растворе гидролизуется с образованием ацетона и синильной кислоты. При давлении насыщенных паров 23 мм рт. ст. кипит при 82 °С, разлагается при 120 °С. При нормальном атмосферном давлении температура плавления −19 °С, температура кипения 95 °С. Смесь с воздухом взрывоопасна (пределы воспламенения — от 2,2 до 12,0 % по объёму).

## Получение
В лабораторном синтезе может быть получен из ацетона обработкой цианистым натрием с последующим подкислением

## Применение
В циангидриновом способе получения полиметилметакрилата («органического стекла») ацетонциангидрин обрабатывается серной кислотой с образованием сернокислого метакриламида, переэтерификация которого метанолом даёт гидросульфат аммония и метилметакрилат, мономер полиметакрилата.
{\displaystyle {\mathsf {(CH_{3})_{2}C(OH)CN+H_{2}SO_{4}\rightarrow CH_{2}=C(CH_{3})CONH_{2}*H_{2}SO_{4}}}}
{\displaystyle {\mathsf {CH_{2}=C(CH_{3})CONH_{2}*H_{2}SO_{4}+CH_{3}OH\rightarrow CH_{2}=C(CH_{3})COOCH_{3}+NH_{4}HSO_{4}}}}

## Токсикология
Ацетонциангидрин относится к высокотоксичным соединениям. Отравление организма возможно через дыхательные пути, желудочно-кишечный тракт и открытые участки кожи (в особенности повреждённые). В организме он легко диссоциирует на ацетон и синильную кислоту, поэтому по токсическому действию сходен с ней и другими цианидами.

## Меры предосторожности
При работе с ацетонциангидрином необходимо соблюдать правила техники безопасности, установленные для работы с сильнодействующими ядовитыми веществами. Довольно огнеопасен, легко загорается от искры, самовозгорается на солнцепёке и вблизи отопительных приборов.